# 米哈伊尔·尼古拉耶维奇·奇斯佳科夫
米哈伊尔·尼古拉耶维奇·奇斯佳科夫（俄语：Михаил Николаевич Чистяков）
苏联陆军炮兵副司令、炮兵元帅，生于俄罗斯帝国圣彼得堡，曾参与俄罗斯内战，第二次世界大战中参与斯大林格勒战役、库尔斯克战役等，后参与苏日战争。1953年起担任炮兵副司令。